# Torins Passage
Torins Passage ist ein Computerspiel des US-amerikanischen Entwicklers Sierra Entertainment aus dem Jahr 1995. Das Adventure wurde von Leisure-Suit-Larry-Erfinder Al Lowe gestaltet.

## Handlung
Schon in Kindertagen versucht ein böser Geist, den Hauptcharakter Torin umzubringen, doch seine Hebamme rettet ihn in die Nacht, während seine Eltern getötet werden. Aufgenommen wird er von einem Bauernpaar, bei dem er eine glückliche Kindheit verbringt. Die Jahre gehen ins Land und alles scheint perfekt zu sein. Nur die Bemutterung durch seine Eltern stört Torin etwas. Er fühlt sich zu etwas größerem auserkoren. Dann passiert es: Als er sich auf den Weg in die Stadt macht, werden seine Adoptiveltern von der Hexe Lycentia entführt. Als Held macht sich Torin auf in die Unterwelt, wohin die Zauberin vor vielen Jahren verbannt wurde. Doch muss er die Reise nicht allein bestreiten: Er erhält zusätzlich Hilfe von seinem treuen Gehilfen Boogle, der sich in verschiedene Gegenstände verwandeln kann.
Torins Heimatplanet „Strata“ besteht aus fünf ineinander verschachtelten Hohlwelten, die alle mit Hilfe von Phänokristallen durchreist werden müssen. Dabei übertritt er unbemerkt die Schwelle des Erwachsenseins – denn auf seinem Weg liegen viele Gefahren und Hindernisse. Seine Vergangenheit holt ihn ebenfalls wieder ein.

## Spielprinzip und Technik
Torins Passage ist ein 2D-Adventure, das aus der Third-Person-Perspektive gespielt wird. Handgezeichnete, animierte Charaktere agieren vor ebenfalls handgezeichneten, zweidimensionalen Kulissen. Es handelt sich um ein Point-and-Click-Adventure: Mit der Maus kann der Spieler Torin durch das Anklicken von Ausgängen durch die Örtlichkeiten bewegen und darüber hinaus mit den Maustasten Aktionen einleiten, die den Spielcharakter mit seiner Umwelt interagieren lassen. Torin kann so Gegenstände finden, sie auf die Umgebung oder andere Gegenstände anwenden und mit NPCs kommunizieren. Mit fortschreitendem Handlungsverlauf werden weitere Orte freigeschaltet.

## Produktion
Al Lowe, der Designer der Leisure Suit Larry Serie, kreierte dieses märchenartige Spiel, welches in mancherlei Hinsicht King’s Quest 7 von Roberta Williams ähnelt.

## Rezeption
Torins Passage erhielt zum größten Teil positive Wertungen. Das deutsche Magazin PC Joker verortete das Spiel „irgendwo zwischen einem Zeichentrickfilm und King’s Quest VII“ und bezeichnete es als „Adventure für die ganze Familie“. Das Magazin notierte eine „politisch korrekte und absolut jugendfreie“ Story. Redakteur Manfred Duy lobte die Grafik und Animationen des Spiels, die „höchst komfortable“ Steuerung, die logischen Rätsel und die „recht amüsanten“ Dialoge.